# الحزة (مناخة)

تعديل مصدري - تعديل

الحزة هي إحدى قرى عزلة بني مقاتل بمديرية مناخة التابعة لمحافظة صنعاء، بلغ تعداد سكانها 186 نسمة حسب تعداد اليمن لعام 2004.